# Стівен Смейл
Стівен Смейл (англ. Stephen Smale; нар. 15 липня 1930, Флінт, Мічиган) — американський математик, який очолював факультет математики Каліфорнійського університету в Берклі в 1960-61 і 1964—1995 роках, володар премії Філдса 1966 року.
Він вступив до Мічиганського університету в 1948 році. Продовжив навчання в аспірантурі, де він отримав ступінь доктора філософії в 1957 році під керівництвом Рауля Ботта.
Як викладач Смейл почав свою кар'єру в коледжі при Чиказькому університеті. У 1958 році він вразив науковий світ відкриттям можливості «вивернути навиворіт» сферу в тривимірному просторі, згодом названої парадоксом Смейла. Крім цього він домігся великих успіхів у топології і вивченні динамічних систем.
У 1998 році він склав список з 18 завдань математики (Проблеми Смейла), які, на його думку, повинні бути вирішені в XXI столітті. Цей список складений у дусі проблем Гільберта, і, як і складені пізніше Проблеми тисячоліття, включають гіпотезу Рімана, питання про рівність класів P і NP, проблему рішення рівнянь Нав'є-Стокса, а також нині доведену Г. Перельманом гіпотезу Пуанкаре.

Є розробником динамічної системи, що отримала назву Підкова Смейла.
У 2007 році він був удостоєний премії Вольфа з математики. Зараз же є професором Технологічного інституту в Чикаго.

## Лекції
- Problems in Topology, Post-Perelman - Stephen Smale
- Smale's Open Problems
- Steve Smale on Topology and the Geometry of Manifolds from Sampling
- What are Proteins, What is Protein Folding and What is Anfinsen's Dogma? Prof. Stephen Smale